# Luca Filippi

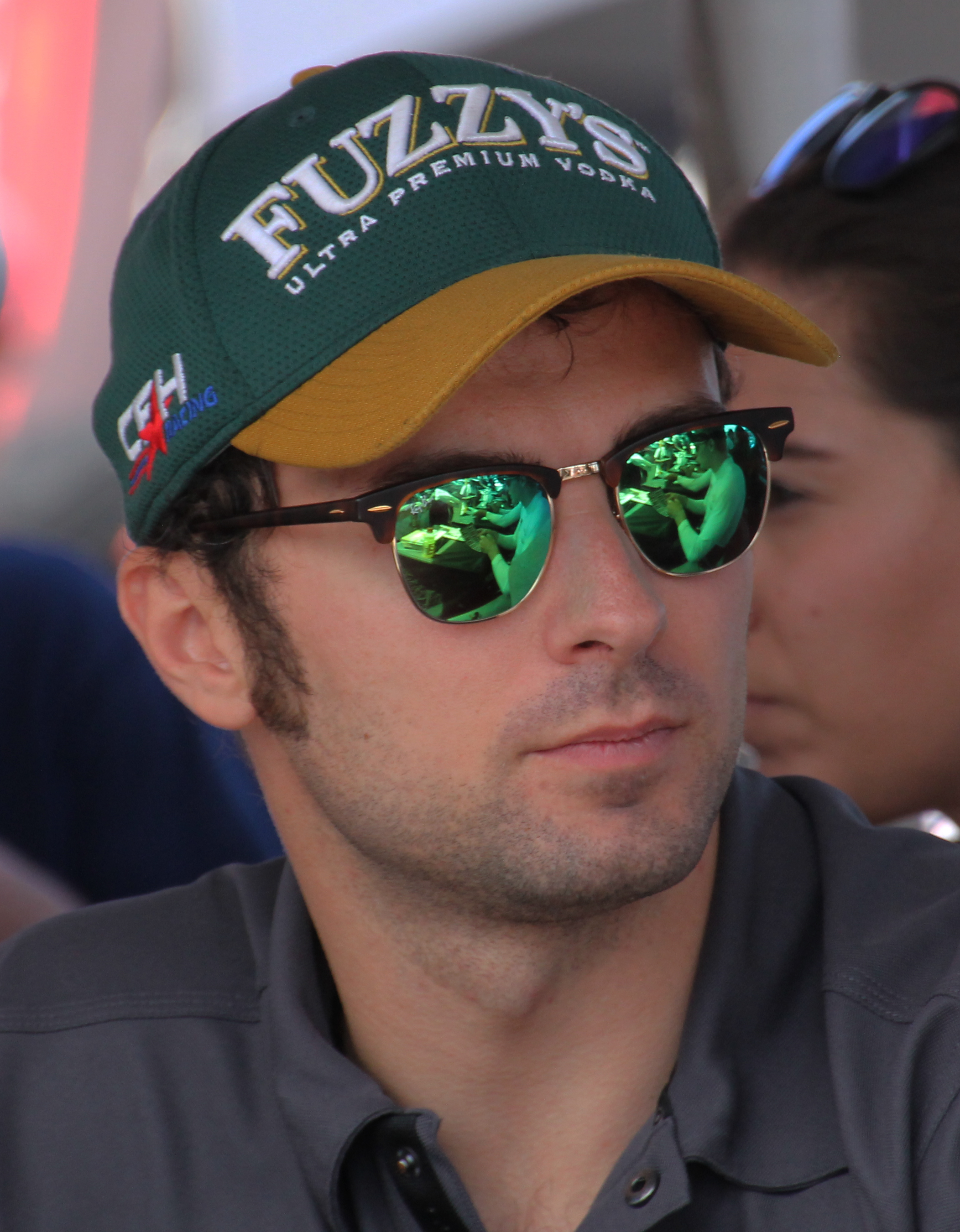
Luca Filippi 2015

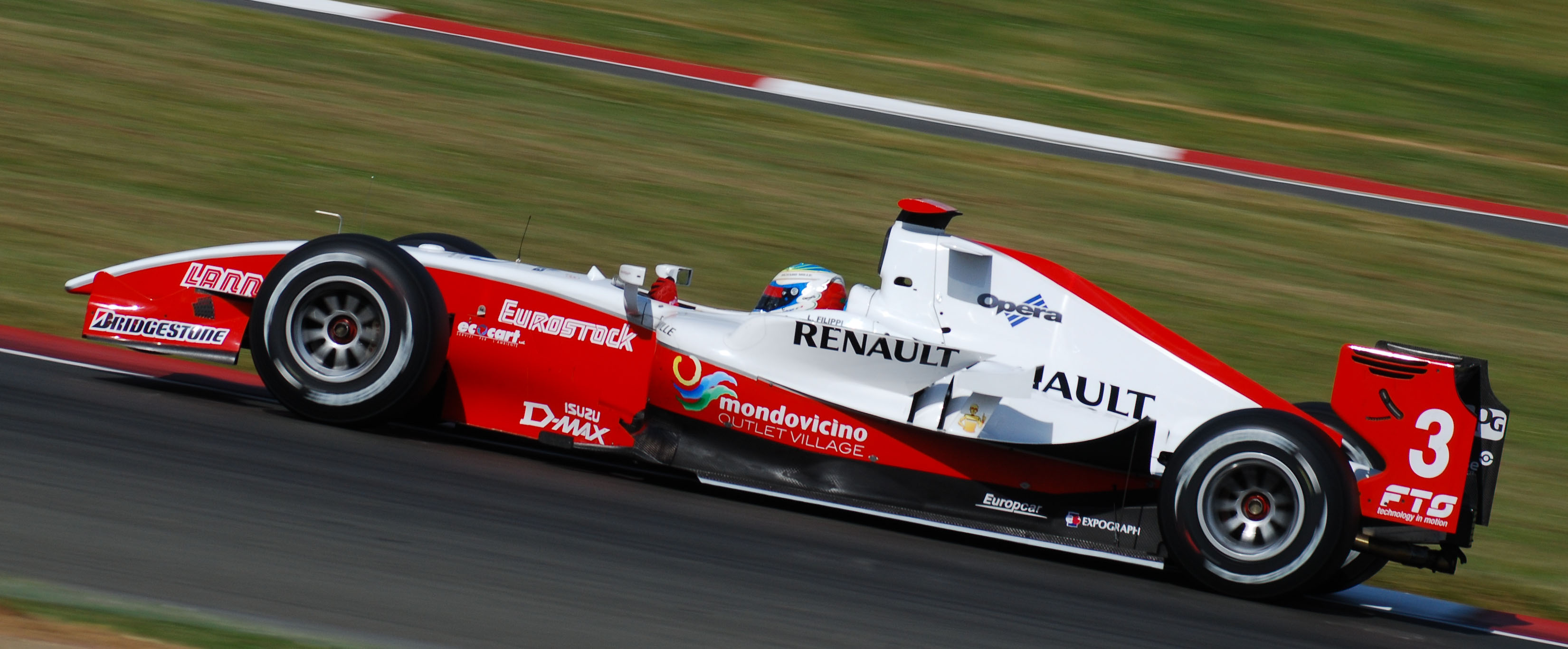
Filippi konnte bei ART Grand Prix nicht überzeugen

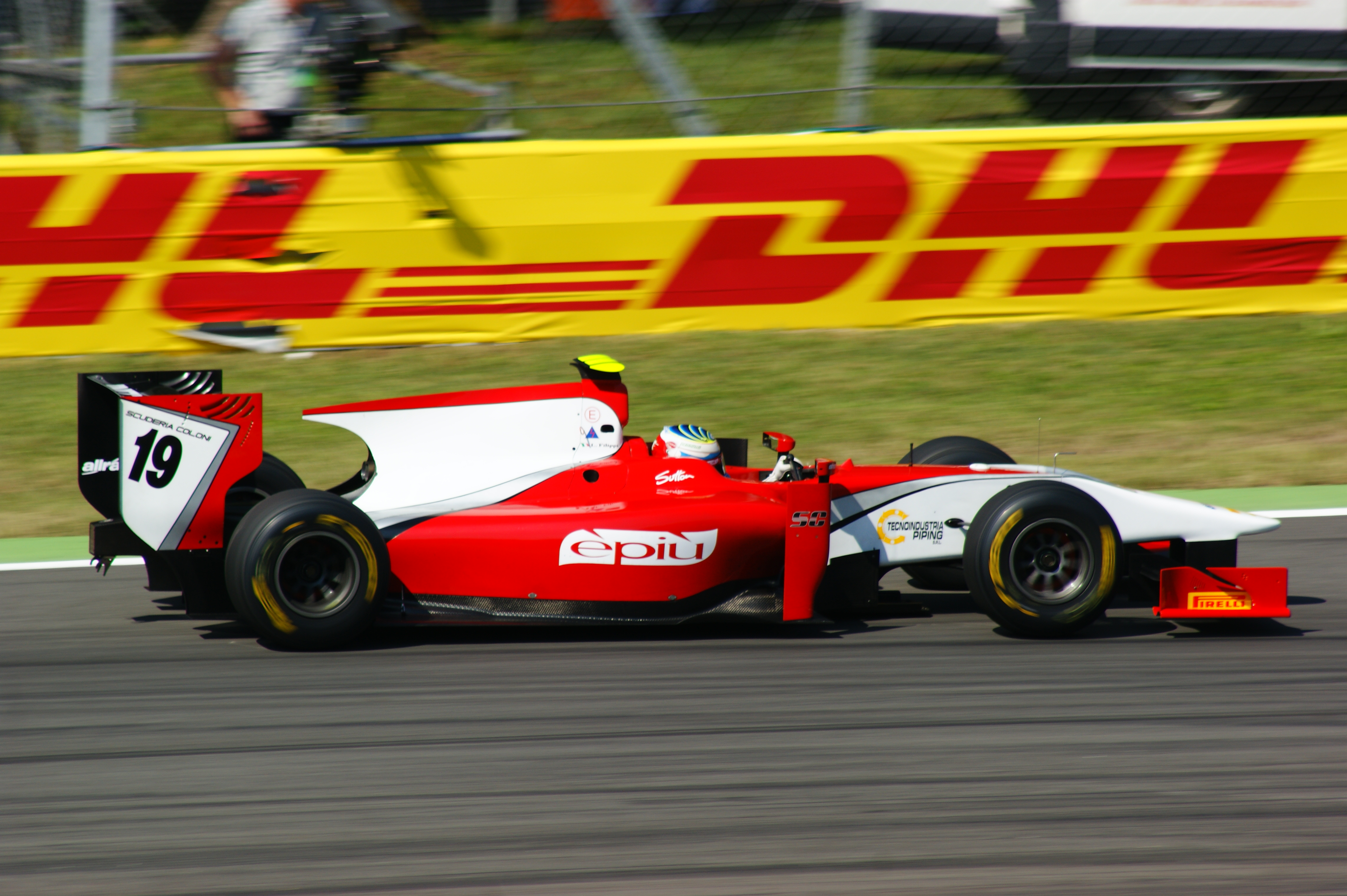
Filippi im Coloni-GP2-Auto im Monza 2011

Luca Filippi (* 9. August 1985 in Savigliano) ist ein italienischer Automobilrennfahrer. Er gewann 2005 den Meistertitel der italienischen Formel 3000. Filippi startete von 2006 bis 2012 in der GP2-Serie. Seine beste Gesamtplatzierung in der GP2-Serie war der zweite Rang 2011. Von 2010 bis 2011 trat er erneut in der Auto GP an und wurde 2011 Vizemeister. Von 2013 bis 2016 nahm er an einigen Rennen der IndyCar Series teil.

## Karriere
Filippi begann seine Motorsportkarriere 1994 im Kartsport, in dem er bis 2002 aktiv war. Im Jahr 2003 startete er bei einigen Rennen der britischen Formel Renault sowie im Formel Renault 2.0 Eurocup und fuhr die komplette Saison in der italienischen Formel Renault, in der er Platz 18 in der Gesamtwertung belegte. Ein Jahr später fuhr Filippi zwei Rennen in der Superfund Euro Formel 3000 für das Euronova-Team. Ebenfalls fuhr er eine Saisonhälfte im Formel Renault 2.0 Eurocup und wurde dort 24. in der Gesamtwertung. Sein Hauptaugenmerk lag in diesem Jahr allerdings auf der italienischen Formel Renault, in der er Dritter der Gesamtwertung wurde. 2005 wechselte Filippi in die Euroseries 3000, die inzwischen in italienische Formel Renault umbenannt worden war. Er startete für das Team des Formel-1-Fahrers Giancarlo Fisichella, Fisichella Motorsport. Filippi gewann die Hälfte der Rennen und damit den ersten Meistertitel seiner Karriere.
2006 startete Filippi erstmals in der GP2-Serie. Die ersten sechs Rennen fuhr er erneut für Fisichella Motor Sport. Danach wurde er durch Giorgio Pantano ersetzt. Nachdem er zwei Rennwochenenden pausierte, startete er für den Rest der Saison für BCN Competición. Filippi fuhr in der Saison zweimal in die Punkte: Er wurde Fünfter beim Sprintrennen in Imola und Vierter beim Hauptrennen in Monza. Insgesamt holte Filippi 7 Punkte und belegte somit Platz 19 in der Gesamtwertung.
2007 wechselte Filippi zu Super Nova Racing, dem Team von David Sears, welches in der Formel 3000 große Erfolge feierte. Sein Teamkollege wurde der britische Formel-3-Meister Mike Conway. Filippi holte sich direkt im ersten Rennen in Bahrain seinen ersten GP2-Sieg. In den weiteren Rennen gewann er nicht mehr, er wurde aber viermal Zweiter und einmal Dritter. In der Gesamtwertung belegte er schlussendlich den vierten Platz. Dank seiner guten Resultate in der GP2-Serie verpflichtete ihn Honda als einen ihrer Formel-1-Testfahrer. Im November und Dezember 2007 nahm er an Testfahrten für das Honda- sowie das Super Aguri-Team teil.
In der neu gegründeten GP2-Asia-Serie startete Filippi für das malaysische Meritus Team. Die GP2-Asia-Serie-Saison 2008 verlief für ihn enttäuschend, denn er fuhr nur beim ersten Rennen in Dubai, wo er Fünfter wurde, in die Punkte. In der Gesamtwertung wurde er somit nur 17. In der europäischen Variante startete Filippi 2008 für ART Grand Prix. Sein Teamkollege war Romain Grosjean, der souverän Sieger der GP2-Asia-Serie 2008 geworden war. Von einigen Fachleuten wurde er bereits als Mitfavorit für die GP2-Saison 2008 gehandelt, doch die Saison verlief anders als vorgestellt: Er holte an den ersten fünf Rennwochenenden nur fünf Punkte und wurde durch seinen starken Teamkollegen Grosjean in den Schatten gestellt. Zur Saisonhälfte wurde Filippi vom ART Team auf Grund ausbleibender Erfolge entlassen und durch den ehemaligen Formel-1-Fahrer Sakon Yamamoto ersetzt. Filippi fand sehr schnell wieder ein neues Team und wurde zwei Tage nach seiner Entlassung bei Arden International als Nachfolger von Yelmer Buurman vorgestellt. Sein Teamkollege bei Arden war der Schweizer Sébastien Buemi, der genauso wie Filippi ein ehemaliger ART-Pilot war. Für Arden holte er nur einem Punkt. In der Gesamtwertung belegte er mit sechs Punkten den 19. Platz. Sein ART-Nachfolger Yamamoto erzielte weniger Punkte als er.
Auch in der zweiten Saison der GP2-Asia-Serie ging Filippi an den Start und kehrte zu seinem ehemaligen Rennstall BCN Competición zurück. Nachdem das Team bereits nach einem Rennwochenende verkauft wurde und er vom neuen Team Ocean Racing Technology nicht übernommen wurde, war sein Engagement in der GP2-Asia-Serie beendet. Für die Saison 2009 der GP2-Serie kehrte Filippi zu Super Nova Racing zurück. Als Teamkollege von Javier Villa wurde er dreimal Zweiter und gewann das letzte Saisonrennen in Portimão. Am Saisonende belegte er den fünften Gesamtrang.
Für die GP2-Asia-Serie-Saison 2009/2010 kehrte Filippi zu Meritus zurück. Nachdem er bereits zwei zweite Plätze erzielt hatte, sicherte er sich mit einem Sieg beim letzten Hauptrennen den Vizemeistertitel hinter seinem Landsmann Davide Valsecchi. Weil er nach vier Jahren in der GP2-Serie zunächst kein Cockpit mehr erhalten hatte, wechselte Filippi 2010 zu Euronova Racing in die Auto GP, deren Meistertitel er 2005, als die Serie noch italienische Formel 3000 hieß, gewonnen hatte. Mit einem Sieg beim Saisonauftakt startete er gut in die neue Saison. Nachdem er ein Rennwochenende ausgelassen hatte, wechselte er zu Super Nova Racing und entschied auch das Saisonfinale für sich. Am Ende der Saison belegte er den fünften Gesamtrang. Nachdem GP2-Pilot Josef Král nach einem Unfall in Valencia verletzungsbedingt pausieren musste, sprang Filippi als Ersatzfahrer bei Super Nova Racing für fünf Rennwochenenden ein und kehrte in die GP2-Serie zurück. Mit seiner Teilnahme wurde er zum GP2-Piloten mit den meisten Starts. Am Ende der Saison 2010 belegte er den 20. Gesamtrang.
2011 nahm Filippi zunächst für die Scuderia Coloni am Saisonfinale der GP2-Asia-Serie teil. Für das Team war er zuletzt 2006, als es noch Fisichella Motor Sport International hieß, gestartet. Mit einem zehnten Platz als bestes Ergebnis wurde er 20. in der Fahrerwertung. Anschließend bestritt er seine sechste GP2-Saison und kehrte zunächst zu Super Nova Racing zurück. Nachdem er die ersten vier Rennen ohne Punkte blieb, erzielte er beim Hauptrennen in Monte Carlo als Dritter seine ersten Saisonpunkte. Zum sechsten Rennwochenende wechselte er innerhalb der GP2-Serie zur Scuderia Coloni. Es gelang ihm gleich sein erstes Rennen für Coloni, deren bestes Saisonergebnis zuvor ein sechster Platz war, für sich zu entscheiden. Es war Filippis dritter Sieg in seinem 100. GP2-Rennen. Im weiteren Saisonverlauf folgten Siege beim Sprintrennen in Spa-Francorchamps sowie im Hauptrennen in Monza. Bei den Rennen für Coloni erzielte er nur bei einem Rennen keine Punkte uns insgesamt vier Podest-Platzierungen. Dadurch gelang es ihm, den Vizemeistertitel hinter Grosjean für sich zu entscheiden. Außerdem trat Filippi 2011 für SuperNova in der Auto GP an. Beim Hauptrennen in Brünn erzielte er seinen einzigen Saisonsieg. Zu einer Auto-GP-Veranstaltung trat er wegen Terminüberschneidungen mit der GP2-Serie nicht an. Mit insgesamt sechs Podest-Platzierungen wurde er auch in der Auto GP Vizemeister. Mit 127 zu 130 Punkten unterlag er Kevin Ceccon.
2012 wollte Filippi Europa verlassen und nach Nordamerika in die IndyCar Series wechseln. Er sollte ein Cockpit bei Rahal Letterman Lanigan erhalten und nur an den ersten vier Rennen nicht teilnehmen, um zum Indianapolis 500 in die Saison einzusteigen. Allerdings gab sein Rennstall Michel Jourdain jr. den Vorzug für dieses Rennen und Filippi kam auch im weiteren Saisonverlauf nicht zu seinem IndyCar-Debüt. Stattdessen kehrte Filippi 2012 für zwei Veranstaltungen zu Coloni in die GP2-Serie zurück. Dabei gelang es ihm nach fast einem Jahr ohne Rennpraxis auf Anhieb das Hauptrennen in Monza zu gewinnen. Es war Colonis einziger Saisonsieg. Beim darauf folgenden Rennwochenende fuhr Filippi auf die Pole-Position.
2013 klappte Filippis Einstieg in die IndyCar Series. In der zweiten Saisonhälfte erhielt er bei Bryan Herta Autosport ein Cockpit für vier Rennen. Filippi erzielte einen zehnten Platz als bestes Resultat und fuhr einmal die schnellste Rennrunde. Er wurde 30. in der Fahrerwertung. Darüber hinaus absolvierte er GT-Rennen. In der International GT Open gewann er drei Rennen. Er schloss die Saison auf dem vierten Platz der Super-GT-Wertung ab. 2014 absolvierte Filippi vier IndyCar-Rennen für Rahal Letterman Lanigan Racing.
2015 teilte sich Filippi in der IndyCar Series ein Cockpit mit Ed Carpenter bei CFH Racing. Filippi absolvierte die Straßenkurs-, Carpenter die Ovalkursrennen. Beim Honda Indy Toronto erzielte er mit dem zweiten Platz hinter seinem Teamkollegen Josef Newgarden seine erste Podest-Platzierung. Es war zugleich der erste Doppelsieg des Rennstalls. Er beendete die Saison auf dem 21. Gesamtrang. Für den Saisonanfang der IndyCar Series 2016 erhielt Filippi ein Fahrzeug bei Dale Coyne Racing. Er absolvierte insgesamt fünf Rennen für den Rennstall. Dabei war ein 14. Platz in Toronto sein bestes Ergebnis.
2017/18 bestritt Filippi für das NIO Formula E Team die FIA-Formel-E-Meisterschaft. Am Saisonende belegte er den 21. Platz in der Fahrerwertung. Für die neue Saison erhielt er keinen Vertrag als Stammfahrer mehr.

## Statistik

### Karrierestationen
| - 1994–2002: Kartsport - 2003: Italienische Formel Renault (Platz 18) - 2003: Formel Renault 2.0 Eurocup - 2003: Britische Formel Renault - 2003: Britische Formel Renault, Winterserie - 2004: Italienische Formel Renault (Platz 3) - 2004: Formel Renault 2.0 Eurocup (Platz 24) - 2004: Superfund Euro Formel 3000 (Platz 20) - 2005: Italienische Formel 3000 (Meister) - 2006: GP2-Serie (Platz 19) - 2006: Eurocup Mégane Trophy (Platz 18) | - 2007: GP2-Serie (Platz 4) - 2007: Formel 1 (Testfahrer) - 2008: GP2-Asia-Serie (Platz 17) - 2008: GP2-Serie (Platz 19) - 2008: International GT Open - 2008: Formel 1 (Testfahrer) - 2009: GP2-Asia-Serie - 2009: GP2-Serie (Platz 5) - 2009: International GT Open (Platz 41) - 2010: GP2-Asia-Serie (Platz 2) - 2010: Auto GP (Platz 5) | - 2010: GP2-Serie (Platz 20) - 2011: GP2-Asia-Serie (Platz 20) - 2011: GP2-Serie (Platz 2) - 2011: Auto GP (Platz 2) - 2012: GP2-Serie (Platz 16) - 2013: IndyCar Series (Platz 30) - 2013: International GT Open, Super GT (Platz 4) - 2014: IndyCar Series (Platz 28) - 2015: IndyCar Series (Platz 21) - 2016: IndyCar Series (Platz 26) - 2018: Formel E (Platz 21) |

### Einzelergebnisse in der GP2-Serie
| Jahr | Team                           | 1   | 2   | 3   | 4   | 5   | 6   | 7   | 8   | 9   | 10  | 11  | 12  | 13  | 14  | 15  | 16  | 17  | 18  | 19  | 20  | 21  | 22  | 23  | 24  | Punkte | Rang |
| ---- | ------------------------------ | --- | --- | --- | --- | --- | --- | --- | --- | --- | --- | --- | --- | --- | --- | --- | --- | --- | --- | --- | --- | --- | --- | --- | --- | ------ | ---- |
| 2006 | Petrol Ofisi FMS International | ESP | ESP | ITA | ITA | GER | GER | ESP | ESP | MON | GBR | GBR | FRA | FRA | GER | GER | HUN | HUN | TUR | TUR | ITA | ITA |     |     |     | 7      | 19.  |
| 2006 | Petrol Ofisi FMS International | DNF | DNF | 11  | 5   | DNF | DNF |     |     |     |     |     |     |     |     |     |     |     |     |     |     |     |     |     |     | 7      | 19.  |
| 2006 | BCN Competición                |     |     |     |     |     |     | DNF | 9   | DNF | DNF | 21  | 16  | 12  | DNF | 10  | DNF | 4   | 7   |     |     |     |     |     |     | 7      | 19.  |
| 2007 | Super Nova Racing              | BRN | BRN | ESP | ESP | MON | FRA | FRA | GBR | GBR | GER | GER | HUN | HUN | TUR | TUR | ITA | ITA | BEL | BEL | ESP | ESP |     |     |     | 59     | 4.   |
| 2007 | Super Nova Racing              | 1   | 3   | DNF | 11  | 4   | 4   | 2   | 5   | 7   | DNF | DNF | DNF | 16  | DNF | 7   | 2   | 2   | 2   | 7   | 18  | 6   |     |     |     | 59     | 4.   |
| 2008 | ART Grand Prix                 | ESP | ESP | TUR | TUR | MON | MON | FRA | FRA | GBR | GBR | GER | GER | HUN | HUN | VAL | VAL | BEL | BEL | ITA | ITA |     |     |     |     | 6      | 19.  |
| 2008 | ART Grand Prix                 | 11  | DNF | 16  | 14  | DNF | 12  | 10  | 3   | 8   | DNF |     |     |     |     |     |     |     |     |     |     |     |     |     |     | 6      | 19.  |
| 2008 | Trust Team Arden               |     |     |     |     |     |     |     |     |     |     | DNF | DNF | 15  | NC  | 8   | 13  | 19  | DNF | DNF | DNF |     |     |     |     | 6      | 19.  |
| 2009 | Super Nova Racing              | ESP | ESP | MON | MON | TUR | TUR | GBR | GBR | GER | GER | HUN | HUN | EUR | EUR | BEL | BEL | ITA | ITA | POR | POR |     |     |     |     | 40     | 5.   |
| 2009 | Super Nova Racing              | 4   | 7   | DNF | NC  | 2   | DNF | 14  | 16  | DNF | 18  | 6   | 2   | 7   | DNF | DNF | DNF | DNF | DNF | 2   | 1   |     |     |     |     | 40     | 5.   |
| 2010 | Super Nova Racing              | ESP | ESP | MON | MON | TUR | TUR | ESP | ESP | GBR | GBR | GER | GER | HUN | HUN | BEL | BEL | ITA | ITA | UAE | UAE |     |     |     |     | 5      | 20.  |
| 2010 | Super Nova Racing              |     |     |     |     |     |     |     |     | 20  | 9   | 10  | 7   | 14  | 6   | 5   | DNF | DNF | 14  |     |     |     |     |     |     | 5      | 20.  |
| 2011 | Super Nova Racing              | TUR | TUR | ESP | ESP | MON | MON | ESP | ESP | GBR | GBR | GER | GER | HUN | HUN | BEL | BEL | ITA | ITA |     |     |     |     |     |     | 54     | 2.   |
| 2011 | Super Nova Racing              | DNF | 14  | DNF | DNF | 3   | 4   | DNF | 15  | 13  | 12  |     |     |     |     |     |     |     |     |     |     |     |     |     |     | 54     | 2.   |
| 2011 | Scuderia Coloni                |     |     |     |     |     |     |     |     |     |     | 1   | 3   | 6   | DNF | 4   | 1   | 1   | 5   |     |     |     |     |     |     | 54     | 2.   |
| 2012 | Scuderia Coloni                | MAS | MAS | BRN | BRN | BRN | BRN | ESP | ESP | MON | MON | ESP | ESP | GBR | GBR | GER | GER | HUN | HUN | BEL | BEL | ITA | ITA | SIN | SIN | 29     | 16.  |
| 2012 | Scuderia Coloni                |     |     |     |     |     |     |     |     |     |     |     |     |     |     |     |     |     |     |     |     | 1   | 22  | DNF | DNS | 29     | 16.  |

### Einzelergebnisse in der IndyCar Series
| Jahr | Team                           | 1   | 2   | 3   | 4   | 5    | 6    | 7   | 8   | 9   | 10  | 11  | 12  | 13  | 14  | 15  | 16  | 17  | 18  | 19  | Punkte | Rang |
| ---- | ------------------------------ | --- | --- | --- | --- | ---- | ---- | --- | --- | --- | --- | --- | --- | --- | --- | --- | --- | --- | --- | --- | ------ | ---- |
| 2013 | Bryan Herta Autosport          | STP | ALA | LBH | SAO | INDY | DET  | DET | TXS | MIL | IOW | POC | TOR | TOR | MDO | SNM | BAL | HOU | HOU | FON | 53     | 30.  |
| 2013 | Bryan Herta Autosport          |     |     |     |     |      |      |     |     |     |     |     |     |     | 16  |     | 22  | 10  | 19  |     | 53     | 30.  |
| 2014 | Rahal Letterman Lanigan Racing | STP | LBH | ALA | IMS | INDY | DET  | DET | TXS | HOU | HOU | POC | IOW | TOR | TOR | MDO | MIL | SNM | FON |     | 46     | 28.  |
| 2014 | Rahal Letterman Lanigan Racing |     |     |     |     |      |      |     |     | 21  | 15  |     |     | 22  | 16  |     |     |     |     |     | 46     | 28.  |
| 2015 | CFH Racing                     | STP | NOL | LBH | ALA | IMS  | INDY | DET | DET | TXS | TOR | FON | MIL | IOW | MDO | POC | SNM |     |     |     | 182    | 21.  |
| 2015 | CFH Racing                     | 9   | 10  | 22  | 11  | 14   |      | 9   | 17  |     | 2°  |     |     |     | 21  |     | 24  |     |     |     | 182    | 21.  |
| 2016 | Dale Coyne Racing              | STP | PHO | LBH | ALA | IMS  | INDY | DET | DET | ROA | IOW | TOR | MDO | POC | TXS | WGL | SNM |     |     |     | 61     | 26.  |
| 2016 | Dale Coyne Racing              | 20  | 20  | 17  | 18  |      |      |     |     |     |     | 14  |     |     |     |     |     |     |     |     | 61     | 26.  |

| Farbe      | Bedeutung                                          |
| ---------- | -------------------------------------------------- |
| Gold       | Sieger                                             |
| Silber     | 2. Platz                                           |
| Bronze     | 3. Platz                                           |
| Grün       | 4. und 5. Platz                                    |
| Hellblau   | 6. bis 10. Platz                                   |
| Dunkelblau | Rennen beendet (außerhalb der ersten zehn Piloten) |
| Violett    | Rennen nicht beendet                               |
| Rot        | nicht qualifiziert (DNQ)                           |
| Schwarz    | disqualifiziert (DSQ)                              |
| Weiß       | nicht am Start (DNS)                               |
| Weiß       | zurückgezogen (WD)                                 |
| Weiß       | Rennen abgesagt (C)                                |
| Blanko     | nicht teilgenommen                                 |
| Blanko     | nicht erschienen (DNA)                             |
| Blanko     | verletzt oder krank (INJ)                          |
| Blanko     | ausgeschlossen (EX)                                |

### Einzelergebnisse in der FIA-Formel-E-Meisterschaft
| Jahr    | Team               | 1    | 2     | 3   | 4   | 5   | 6   | 7    | 8   | 9   | 10  | 11  | 12  | Punkte | Rang |
| ------- | ------------------ | ---- | ----- | --- | --- | --- | --- | ---- | --- | --- | --- | --- | --- | ------ | ---- |
| 2017/18 | NIO Formula E Team | HKG  | HKG   | MAR | SAN | MEX | PUN | ROM  | PAR | BER | ZÜR | NYC | NYC | 1      | 21.  |
| 2017/18 | NIO Formula E Team | °10° | °DNF° | 16  | 12  | 14  | 13  | °13° |     | 17  | DNF | 15  | DNF | 1      | 21.  |

| Legende                      | Legende       | Legende                                                                 |
| Farbe                        | Abkürzung     | Bedeutung                                                               |
| ---------------------------- | ------------- | ----------------------------------------------------------------------- |
| Gold                         | —             | Sieger                                                                  |
| Silber                       | —             | 2. Platz                                                                |
| Bronze                       | —             | 3. Platz                                                                |
| Grün                         | —             | Platzierung in den Punkten                                              |
| Blau                         | —             | Klassifiziert außerhalb der Punkteränge                                 |
| Violett                      | DNF           | Rennen nicht beendet                                                    |
| Violett                      | NC            | nicht klassifiziert                                                     |
| Rot                          | DNQ           | nicht qualifiziert                                                      |
| Schwarz                      | DSQ           | disqualifiziert                                                         |
| Weiß                         | DNS           | nicht am Start                                                          |
| Weiß                         | WD            | zurückgezogen                                                           |
| Weiß                         | C             | Rennen abgesagt                                                         |
| Blanko                       |               | nicht teilgenommen                                                      |
| Blanko                       | DNP           | gemeldet, aber nicht teilgenommen                                       |
| Blanko                       | INJ           | verletzt oder krank                                                     |
| Blanko                       | EX            | ausgeschlossen                                                          |
| sonstige Formate und Zeichen | P/fett        | Pole-Position                                                           |
| sonstige Formate und Zeichen | kursiv        | Schnellste Rennrunde (ab 2017/18: Schnellste Rennrunde der ersten Zehn) |
| sonstige Formate und Zeichen | unterstrichen | Führender in der Gesamtwertung                                          |
| sonstige Formate und Zeichen | °             | FanBoost                                                                |
| sonstige Formate und Zeichen | *             | nicht im Ziel, aufgrund der zurückgelegten Distanz aber gewertet        |
| sonstige Formate und Zeichen | ( )           | Streichresultat                                                         |